# Keith McErlean
Keith McErlean – aktor irlandzki, urodzony w Carndonagh. Jego kariera rozpoczęła się w czerwcu 1998 roku, kiedy ukończył Gaiety School of Acting. Wystąpił w roli Declana Breena w adaptacji noweli Colma Tóibína The Blackwater Lightship oraz jako Red w Pamięci złotej rybki. Najbardziej znany jest z roli Barry'ego w serialu RTE Bachelors Walk. Był nominowany do Golden Satellite Award za występ w telewizyjnym filmie The Blackwater Lightship.